# Харитонова, Ксения Ивановна
Ксения Ивановна Харитонова (22 января 1916 — 1 декабря 1993, Новосибирск) — советский нейрохирург, профессор, директор нейрохирургической клиники ННИИТО имени Цивьяна, директор ННИИТО им. Цивьяна (1970—1986). Заслуженный деятель науки РСФСР (1985).

## Биография
Ксения Ивановна Харитонова родилась 22 января 1916 года.
С 1933 года работала препаратором кафедры оперативной хирургии Новосибирского ГИДУВ. Трудилась врачом-хирургом эвакогоспиталях. В 1949 году защитила кандидатскую диссертацию на тему лечения последствий ранений периферических нервов. Через год основала нейрохирургическую клинику в Новосибирском НИИ травматологии и ортопедии.
В 1962 году Ксения Ивановна защитила докторскую диссертацию «О формировании, течении и профилактике травматических абсцессов головного мозга (экспериментально-клиническое исследование)». Благодаря её личной инициативе были созданы нейрохирургические отделения в других городах Сибири. Кроме Новосибирска отделения нейрохирургии появились в Барнауле, Красноярске, Кемерове, Прокопьевске и Томске.
Ксения Ивановна Харитонова внесла огромный вклад в развитие таких наук как нейрохирургия, травматология и вертебрология, она является автором более 200 научных статей и 4 монографий. Добилась заметных достижений в вопросах профилактики и лечения гнойных осложнений черепно-мозговых повреждений. Основала сибирскую школу нейрохирургов.
Под руководством К. И. Харитоновой защищены 23 кандидатские и три докторские диссертации.
Была работником президиума правления Всесоюзного общества нейрохирургов, работала в правлении Всесоюзногоо и Всероссийского обществ травматологии и ортопедии, состояла в редакционном совете журналов «Травматология, ортопедия и протезирование» и «Вопросы нейрохирургии».
Основала и возглавляла научное общество нейрохирургов Новосибирска.
Умерла 1 декабря 1993 в возрасте 77 лет. Похоронена на Заельцовском кладбище Новосибирска (квартал 29).

## Награды и звания
Ксения Ивановна Харитонова награждена тремя орденами и шестью медалями.

### Ордена
- Орден Ленина
- Орден Октябрьской Революции
- Орден «Знак Почёта»

### Звания
Заслуженный деятель науки РСФСР (1985)